# Scott Davis (giocatore di football americano)
Scott Davis (Joliet, 18 dicembre 1966) è un ex giocatore di football americano statunitense che ha giocato nel ruolo di defensive end nella National Football League. Al college giocò a football all'Università dell'Illinois.

## Carriera professionistica
Davis fu scelto come 25º assoluto assoluto nel Draft NFL 1988 dai Los Angeles Raiders. Vi giocò fino al 1991 dopo di che rimase fuori dal mondo del football per due stagioni. Fece ritorno, ancora coi Raiders, nel 1994, disputando 15 partite, di cui una come titolare. La sua miglior stagione fu quella del 1990 in cui giocò tutte le 16 partite come titolare, classificandosi al secondo posto nella squadra con 10 sack.

## Statistiche
| Partite | 75   |
| Sack    | 27,5 |